# Финаце (Бістріца-Несеуд)
Финаце (рум. Fânațe) — село у повіті Бистриця-Несеуд в Румунії. Входить до складу комуни Урменіш.
Село розташоване на відстані 293 км на північний захід від Бухареста, 38 км на південь від Бистриці, 60 км на схід від Клуж-Напоки.

## Населення
За даними перепису населення 2002 року у селі проживали 208 осіб, з них 206 осіб (99,0%) румунів. Рідною мовою 206 осіб (99,0%) назвали румунську.